# Сезон ФК «Динамо» (Київ) 2006—2007
Сезон «Динамо» (Київ) 2006–2007 — 16-й сезон київського «Динамо» у чемпіонатах України.

## Склад команди
| № | Поз. | Нац.     | Гравець               |
| - | ---- | -------- | --------------------- |
|   | ВР   | Україна  | Олександр Шовковський |
|   | ВР   | Україна  | Тарас Луценко         |
|   | ВР   | Україна  | Олександр Рибка       |
|   | ЗХ   | Україна  | Олег Допілка          |
|   | ЗХ   | Сербія   | Горан Саблич          |
|   | ЗХ   | Грузія   | Кахабер Аладашвілі    |
|   | ЗХ   | Сербія   | Горан Гавранчич       |
|   | ЗХ   | Бразилія | Родолфо               |
|   | ЗХ   | Україна  | Андрій Несмачний      |
|   | ЗХ   | Україна  | Владислав Ващук       |
|   | ЗХ   | Сербія   | Мар'ян Маркович       |
|   | ЗХ   | Марокко  | Бадр Ель-Каддурі      |
|   | ЗХ   | Бразилія | Родріго               |
|   | ЗХ   | Грузія   | Давит Імедашвілі      |
|   | ЗХ   | Україна  | Віталій Мандзюк       |
|   | ЗХ   | Росія    | Андрій Єщенко         |
|   | ПЗ   | Україна  | Олександр Алієв       |
|   | ПЗ   | Румунія  | Тіберіу Гіоане        |
|   | ПЗ   | Україна  | Вадим Мілько          |
|   | ПЗ   | Україна  | Олег Гусев            |
|   | ПЗ   | Україна  | Тарас Михалик         |
|   | ПЗ   | Україна  | Сергій Ребров         |

| № | Поз. | Нац.       | Гравець            |
| - | ---- | ---------- | ------------------ |
|   | ПЗ   | Білорусь   | Валентин Белькевич |
|   | ПЗ   | Україна    | Андрій Оберемко    |
|   | ПЗ   | Еквадор    | Харрісон Отальваро |
|   | ПЗ   | Румунія    | Флорін Чернат      |
|   | ПЗ   | Україна    | Руслан Ротань      |
|   | ПЗ   | Україна    | Віталій Федорів    |
|   | ПЗ   | Нігерія    | Аїла Юссуф         |
|   | ПЗ   | Бразилія   | Діого Рінкон       |
|   | ПЗ   | Бразилія   | Карлос Корреа      |
|   | ПЗ   | Україна    | Микола Морозюк     |
|   | ПЗ   | Бразилія   | Демба Туре         |
|   | НП   | Україна    | Денис Олійник      |
|   | НП   | Україна    | Володимир Лисенко  |
|   | НП   | Узбекистан | Максим Шацьких     |
|   | НП   | Україна    | Артем Мілевський   |
|   | НП   | Сербія     | Милош Нинкович     |
|   | НП   | Еквадор    | Хосе Морено Мора   |
|   | НП   | Бразилія   | Клебер             |
|   | НП   | Україна    | Артем Кравець      |
|   | НП   | Грузія     | Отар Марцваладзе   |
|   | НП   | Латвія     | Маріс Верпаковскіс |
|   | НП   | Угорщина   | Фаркаш Балаж       |

### Легенда
| Перемога | Нічия | Поразка |

### Суперкубок України
| 16 липня 2006 | «Динамо» (Київ)           | 2-0 | «Шахтар» (Донецьк) | Одеса                                  |  |
|               | 10'Маркович 88'Мілевський |     |                    | Стадіон: «Чорноморець» Глядачі: 32 000 |  |

## Чемпіонат України
| Матч №1 21 липня 2006 | «Динамо» (Київ)                            | 4 - 1 | Чорноморець  | Київ                                                  |  |
|                       | 13'Родріго 45+1'Корреа 57'Юссуф 69'Шацьких |       | 41'Симоненко | Стадіон: «Динамо» ім. В. Лобановського Глядачі: 9,600 |  |

| Матч №2 29 липня 2006 | Металург З | 0 - 5 | «Динамо» (Київ)                                                | Запоріжжя                               |  |
|                       |            |       | 21'Юссуф 49', 67'Діого Рінкон 73'Верпаковскіс 86'Карлос Корреа | Стадіон: Славутич-Арена Глядачі: 11,500 |  |

| Матч №3 5 серпня 2006 | «Динамо» (Київ)                    | 3 - 1 | «Кривбас»    | Київ                                                  |  |
|                       | 4'Ель-Каддурі 24'Корреа 78' Ротань |       | 20'Шевелюхін | Стадіон: «Динамо» ім. В. Лобановського Глядачі: 5,000 |  |

| Матч №4 19 серпня 2006 | «Зоря»(Луганськ) | 1 - 2    | «Динамо» (Київ)        | Луганськ                            |  |
|                        | 4'Кирилов        | Протокол | 8 а'Храмцов 71'Родріго | Стадіон: «Авангард» Глядачі: 20,000 |  |

| Матч №5 27 серпня 2006 | «Динамо» (Київ)      | 2 - 0 | «Металіст» (Харків) | Київ                                                  |  |
|                        | 33 п'Ребров 52'Гусев |       |                     | Стадіон: «Динамо» ім. В. Лобановського Глядачі: 5,000 |  |

| Матч №6 9 вересня 2006 | «Металург» (Донецьк) | 1 - 1 | «Динамо» (Київ) | Донецьк                        |  |
|                        | 22'Прийомов          |       | 54'Діого Рінкон | Стадіон: Шахтар Глядачі: 9,000 |  |

| Матч №7 17 вересня 2006 | «Динамо» (Київ) | 1 - 0 | Іллічівець | Київ                                                  |  |
|                         | 42'Горан Саблич |       |            | Стадіон: «Динамо» ім. В. Лобановського Глядачі: 5,000 |  |

| Матч №8 22 вересня 2006 | «Ворскла» (Полтава) | 1 - 1 | «Динамо» (Київ)   | Полтава                                               |  |
|                         | 88'Грумич           |       | 73 п'Діого Рінкон | Стадіон: «Ворскла» ім. О. Бутовського Глядачі: 17,000 |  |

| Матч №9 1 жовтня 2006 | «Динамо» (Київ)       | 2 - 1 | Таврія           | Київ                                                  |  |
|                       | 33'Родолфо 48'Шацьких |       | 90+1'Васіляускас | Стадіон: «Динамо» ім. В. Лобановського Глядачі: 6,000 |  |

| Матч №10 14 жовтня 2006 | «Дніпро» (Дніпропетровськ) | 0 - 2 | «Динамо» (Київ)               | Дніпропетровськ                 |  |
|                         |                            |       | 22'Мілевський 60'Діого Рінкон | Стадіон: Метеор Глядачі: 20,000 |  |

| Матч №11 22 жовтня 2006 | «Динамо» (Київ)                       | 3 - 1 | «Сталь»     | Київ                                                  |  |
|                         | 20'Михалик 59'Сергій Ребров 82'Клебер |       | 37'Касьянов | Стадіон: «Динамо» ім. В. Лобановського Глядачі: 7,000 |  |

| Матч №12 28 жовтня 2006 | ФК Харків | 0 - 2 | «Динамо» (Київ)      | Харків                           |  |
|                         |           |       | 78'Клебер 87'Шацьких | Стадіон: Металіст Глядачі: 8,000 |  |

| Матч №13 6 листопада 2006 | «Динамо» (Київ) | 1 - 0 | «Шахтар» (Донецьк) | Київ                                                   |  |
|                           | 73'Шацьких      |       |                    | Стадіон: «Динамо» ім. В. Лобановського Глядачі: 14,600 |  |

| Матч №14 11 листопада 2006 | «Карпати» (Львів) | 1 - 1 | «Динамо» (Київ) | Львів                            |  |
|                            | 88'Батіста        |       | 31'Шацьких      | Стадіон: Україна Глядачі: 18,000 |  |

| Матч №15 17 листопада 2006 | «Динамо» (Київ)                                           | 5 - 2 | Арсенал (Київ)             | Київ                                                  |  |
|                            | 10'Михалик 33'Клебер 46'Белькевич 52'Несмачний 76'Шацьких |       | 5'Закарлюка 33'Батальський | Стадіон: «Динамо» ім. В. Лобановського Глядачі: 5,000 |  |

| Матч №16 26 листопада 2006 | Чорноморець                 | 2 - 3 | «Динамо» (Київ)                         | Одеса                                 |  |
|                            | 3'Даниловський 90+3'Гілазєв |       | 11 п'Родріго 16'Гавранчич 72'Мілевський | Стадіон: «Чорноморець» Глядачі: 9,500 |  |

| Матч №17 4 березня 2007 | «Динамо» (Київ)                 | 3 - 1 | Металург З | Київ                                                   |  |
|                         | 8'Гусев 64 п'Ребров 90+1'Клебер |       | 61'Кабанов | Стадіон: «Динамо» ім. В. Лобановського Глядачі: 16,000 |  |

| Матч №18 10 березня 2007 | «Кривбас» | 1 - 1 | «Динамо» (Київ) | Кривий Ріг                          |  |
|                          | 29'Сачко  |       | 90+6'Шацьких    | Стадіон: «Металург» Глядачі: 18,000 |  |

| Матч №19 17 березня 2007 | «Динамо» (Київ)                              | 4 - 0 | «Зоря»(Луганськ) | Київ                                                   |  |
|                          | 29'Шацьких 74'Мілевський 77'Ребров 88'Гіоане |       |                  | Стадіон: «Динамо» ім. В. Лобановського Глядачі: 11,500 |  |

| Матч №20 1 квітня 2007 | «Металіст» (Харків) | 0 - 2 | «Динамо» (Київ) | Харків                            |  |
|                        |                     |       | 28', 66'Ребров  | Стадіон: Металіст Глядачі: 28,800 |  |

| Матч №21 6 квітня 2007 | «Динамо» (Київ) | 0 - 0 | «Металург» (Донецьк) | Київ                                                   |  |
|                        |                 |       |                      | Стадіон: «Динамо» ім. В. Лобановського Глядачі: 10,000 |  |

| Матч №22 14 квітня 2007 | Іллічівець                     | 2 - 3 | «Динамо» (Київ)                  | Маріуполь                           |  |
|                         | 47'Цихмейструк 55'Краснопьоров |       | 17', 90+2'Родріго 45+1'Несмачний | Стадіон: Іллічівець Глядачі: 12,000 |  |

| Матч №23 22 квітня 2007 | «Динамо» (Київ) | 1 - 1 | «Ворскла» (Полтава) | Київ                                                   |  |
|                         | 72'Корреа       |       | 52'Грумич           | Стадіон: «Динамо» ім. В. Лобановського Глядачі: 11,500 |  |

| Матч №24 28 квітня 2007 | Таврія              | 2 - 4 | «Динамо» (Київ)                          | Сімферополь                        |  |
|                         | 25', 45+1'Любенович |       | 54', 81'Мілевський 68'Родріго 90+3'Гусев | Стадіон: Локомотив Глядачі: 20,000 |  |

| Матч №25 5 травня 2007 | «Динамо» (Київ)        | 2 - 0 | «Дніпро» (Дніпропетровськ) | Київ                                                   |  |
|                        | 48'Несмачний 72'Клебер |       |                            | Стадіон: «Динамо» ім. В. Лобановського Глядачі: 18,000 |  |

| Матч №26 13 травня 2007 | «Сталь»     | 1 - 1 | «Динамо» (Київ) | Алчевськ                      |  |
|                         | 38'Половков |       | 32'Клебер       | Стадіон: Сталь Глядачі: 8,500 |  |

| Матч №27 19 травня 2007 | «Динамо» (Київ)     | 2 - 0 | ФК Харків | Київ                                                  |  |
|                         | 25'Клебер 30'Корреа |       |           | Стадіон: «Динамо» ім. В. Лобановського Глядачі: 8,500 |  |

| Матч №28 23 травня 2007 | «Шахтар» (Донецьк)          | 2 - 2 | «Динамо» (Київ)           | Донецьк                                   |  |
|                         | 18'Левандовскі 49 п'Брандау |       | 26'Клебер 57'Діого Рінкон | Стадіон: РСК Олімпійський Глядачі: 26,100 |  |

| Матч №29 10 червня 2007 | «Динамо» (Київ)                         | 3 - 1 | «Карпати» (Львів) | Київ                                                  |  |
|                         | 27 п'Діого Рінкон 45+3'Гусев 86'Шацьких |       | 2'Ковель          | Стадіон: «Динамо» ім. В. Лобановського Глядачі: 1,500 |  |

| Матч №30 17 червня 2007 | Арсенал (Київ) | 0 - 1 | «Динамо» (Київ) | Київ                                                  |  |
|                         |                |       | 14'Федорів      | Стадіон: «Динамо» ім. В. Лобановського Глядачі: 4,700 |  |

## Кубок України
| 1/16 фіналу 20 вересня 2006 | Олком | 0 - 4 | «Динамо» (Київ)             | Мелітополь                      |  |
|                             |       |       | 10' ( 45+2)Мандзюк 85'Ващук | Стадіон: Спартак Глядачі: 9,500 |  |

| 1/8 фіналу 25 жовтня 2006 | ФК Харків | 0 - 2 | «Динамо» (Київ)                   | Харків                           |  |
|                           |           |       | 34'Тарас Михалик 53'Флорін Чернат | Стадіон: Металіст Глядачі: 7,000 |  |

| 1/4 фіналу 1 грудня 2006 | «Динамо» (Київ) | 1 - 1 | «Дніпро» (Дніпропетровськ) | Київ                                                   |  |
|                          | 61'Шацьких      |       | 67'Корніленко              | Стадіон: «Динамо» ім. В. Лобановського Глядачі: 12,500 |  |

| 1/4 фіналу 10 грудня 2006 | «Дніпро» (Дніпропетровськ) | 1 - 2 | «Динамо» (Київ)     | Дніпропетровськ                 |  |
|                           | 75'Мелащенко               |       | 64'Шацьких 94'Юссуф | Стадіон: Метеор Глядачі: 18,000 |  |

| 1/2 фіналу 18 квітня 2007 | «Металіст» (Харків) | 0 - 1 | «Динамо» (Київ) | Харків                            |  |
|                           |                     |       | 77'Мілевський   | Стадіон: Металіст Глядачі: 20,500 |  |

| 1/2 фіналу 9 травня 2007 | «Динамо» (Київ)                               | 4 - 2 | Металіст            | Київ                                                   |  |
|                          | 17'Клебер 23'Родріго 83'Діого Рінкон 86'Гусев |       | 15'Фомін 49 п'Рикун | Стадіон: «Динамо» ім. В. Лобановського Глядачі: 10,700 |  |

| фінал 27 травня 2007 | «Шахтар» (Донецьк) | 1 - 2 | «Динамо» (Київ)    | Київ                                    |  |
|                      | 89'Елано           |       | 58'Клебер 80'Гусев | Стадіон: «Олімпійський» Глядачі: 64,500 |  |

## Ліга Чемпіонів

### Кваліфікація
| 2 кваліфай-раунд 26 липня 2006 | Металургс  | 1 - 4 | «Динамо» (Київ)                                               | Лієпая           |  |
|                                | 87'Калонас |       | 20'Діого Рінкон 29'Шацьких 32'Маріс Верпаковскіс 82'Гавранчич | Стадіон: Даугава |  |

| 2 кваліфай-раунд 2 серпня 2006 | «Динамо» (Київ)                    | 4 - 0 | Металургс | Київ                                   |  |
|                                | 37', 90'Ротань 66'Корреа 85'Ребров |       |           | Стадіон: «Динамо» ім. В. Лобановського |  |

«Динамо» вийшло у 3 кваліфікаційний  раунд, перемігши з загальним рахунком 8-1.
| 3 кваліфай-раунд 9 серпня 2006 | «Динамо» (Київ)              | 3 - 1 | Фенербахче | Київ                                   |  |
|                                | 1', 67'Діого Рінкон 83'Юссуф |       | 48'Ауреліо | Стадіон: «Динамо» ім. В. Лобановського |  |

| 3 кваліфай-раунд 23 серпня 2006 | Фенербахче        | 2 - 2 | «Динамо» (Київ) | Стамбул                   |  |
|                                 | 36'Аппіа 57'Керім |       | 5', 42'Шацьких  | Стадіон: Шюкрю Сараджоглу |  |

«Динамо» вийшло у груповий раунд, перемігши з загальним рахунком 5-3.

### Груповий раунд
| Матч № 1 13 вересня 2006 | «Динамо» (Київ) | 1 - 4 | Стяуа                         | Київ                      |  |
|                          | 16'Ребров       |       | 3'Гіоня 24'Бадеа 43', 79'Діке | Стадіон: НСК Олімпійський |  |

| Матч № 2 26 вересня 2006 | Реал Мадрид                                                     | 5 - 1 | «Динамо» (Київ) | Мадрид                     |  |
|                          | 20', 70 п'Ністелрой 27', 61'Рауль 45+1'Шаблон:Хосе Антоніо Реєс |       | 47'Мілевський   | Стадіон: Сантьяго Бернабеу |  |

| Матч № 3 17 жовтня 2006 | «Динамо» (Київ) | 0 - 3 | Ліон                              | Київ                      |  |
|                         |                 |       | 31'Жунінью 38'Чельстрем 51'Малуда | Стадіон: НСК Олімпійський |  |

| Матч № 4 1 листопада 2006 | Ліон       | 1 - 0 | «Динамо» (Київ) | Ліон            |  |
|                           | 14'Бензема |       |                 | Стадіон: Жерлан |  |

| Матч № 5 21 листопада 2006 | Стяуа   | 1 - 1 | «Динамо» (Київ) | Бухарест       |  |
|                            | 69'Діке |       | 29'Чернат       | Стадіон: Стяуа |  |

| Матч № 6 6 грудня 2006 | «Динамо» (Київ) | 2 - 2 | Реал Мадрид       | Київ                      |  |
|                        | 13', 27'Шацьких |       | 86', 88 п'Роналду | Стадіон: НСК Олімпійський |  |

## 100 матчів
Список гравців київського «Динамо», які провели в чемпіонатах України і СРСР найбільше ігор:
- Олег Блохін - 432
- Анатолій Дем'яненко - 347
- Володимир Веремєєв - 310
- Василь Турянчик - 308
- Леонід Буряк - 305
- Володимир Мунтян - 302
- Віктор Серебрянников - 299
- Вадим Соснихін - 291
- Олександр Шовковський - 278
- Володимир Безсонов - 277
- Євген Рудаков - 258
- Олег Лужний - 253
- Андрій Біба - 246
- Йожеф Сабо - 246
- Сергій Балтача - 245
- Федір Медвідь - 243
- Андрій Баль - 240
- Владислав Ващук - 238
- Сергій Ребров - 233
- Вадим Євтушенко - 225
- Володимир Лозинський - 225
- Валентин Белькевич - 222
- Віктор Колотов - 218
- Віталій Хмельницький - 217
- Павло Віньковатий - 215[1]
- Анатолій Пузач - 215
- Сергій Шматоваленко - 213
- Володимир Щегольков - 211
- Володимир Трошкін - 206
- Олег Макаров - 205
- Віктор Чанов - 202
- Стефан Решко - 200

- Віктор Каневський - 195
- Анатолій Коньков - 193
- Віктор Матвієнко - 188
- Олександр Головко - 186
- Максим Шацьких - 186
- Василь Рац - 185
- Юрій Дмитрулін - 184
- Абрам Лерман - 182
- Олег Кузнецов - 181
- Юрій Войнов - 174
- Андрій Несмачний - 173
- Михайло Фоменко - 173
- Андрій Гусін - 170
- Володимир Левченко - 170
- Михайло Коман - 169
- Віталій Голубєв - 168
- Олег Базилевич - 162
- Павло Яковенко - 161
- Микола Махиня - 160[1]
- Віктор Банніков - 151
- Валерій Лобановський - 144
- Анатолій Зубрицький - 141
- Анатолій Бишовець - 139
- Олексій Михайличенко - 137
- Олександр Заваров - 136
- Леонід Островський - 135
- Олександр Хапсаліс - 135
- Олександр Хацкевич - 135
- Дмитро Михайленко - 132
- Віталій Косовський - 131
- Георгій Пономарьов - 131
- Сергій Журавльов - 127
- Флорін Чернат - 127
- Горан Гавранчич - 125
- Володимир Онищенко-ІІ - 123
- Ернест Юст - 123
- Ігор Бєланов - 121
- Павло Шкапенко - 121
- Віктор Фомін - 120
- Володимир Єрохін - 117
- Сергій Ковалець - 117
- Андрій Шевченко - 117
- Тиберій Попович - 116
- Діого Рінкон - 116
- Федір Дашков - 111
- Віктор Хлус - 111
- Сергій Федоров - 111
- Михайло Михалина - 108
- Анатолій Сучков - 108
- Іван Яремчук - 107
- Олег Гусєв - 101
- Михайло Михайлов - 101